# 育誠館道場
育誠館道場（いくせいかんどうじょう）とは、静岡県浜松市の柔道道場。昭和57年設立。現館長は杉山崇。

## 概要
所在地は浜松市中央区湖東町1169－178
浜松市の湖東団地で昭和57年に設立。主に地元の小中学生が所属しており「和して闘う」をモットーに稽古に励んでいる。
浜松市出身の柔道家橋本壮市選手が6歳の時、柔道を始めた道場でもある。

## 主な出身者
橋本壮市　柔道男子73キロ級パリ五輪代表 銅メダリスト